# Vallée de Racht
La vallée de Racht (Tajik: Водии Рашт) est une vallée située au centre du Tadjikistan, dans la région de Nohiyahoi tobei Jumhurii. Historiquement, cette vallée était dénommée Karotegin ou Karategin.
Durant la Guerre civile du Tadjikistan, la région était tenue par les rebelles luttant contre le gouvernement d'Emomalii Rahmon, ce qui a conduit à de nombreuses batailles. Aujourd'hui, la vallée est peu contrôlée par les forces de l'ordre, ce qui permet une présence d'islamistes radicaux.